# Escut de Vilafranca
|  | Aquest article tracta de l'escut del municipi valencià. Per a altres significats, vegeu Escut de Vilafranca del Penedès. |

L'escut de Vilafranca és el símbol representatiu oficial de Vilafranca, un municipi del País Valencià, a la comarca dels Ports. Té el següent blasonament:
| « | Escut quadrilong de punta redona. En camp de gules, un llenç de muralla d'or amb dues torres en els extrems coronades per pinacles, maçonat i aclarit de sable, somat d'un sit o francolí d'argent passant a destra. Al timbre corona reial oberta. | » |

## Història

Escut utilitzat per l'Ajuntament des de 1986 fins 2008.

L'escut es rehabilità per Resolució de 30 de setembre de 2008, del vicepresident primer i conseller de Presidència, publicada al DOCV núm. 5.874, de 20 d'octubre de 2008.
Es tracta d'un escut d'ús immemorial. Son armes parlants de la localitat, la vila emmurallada i el francolí són referències al nom de la població: Vilafranca. Hi ha heraldistes que pensen que l'afegitó «del Cid» que adoptà la vila a partir de 1750 per a diferenciar-se d'altres Vilafranques espanyoles podria ser pel soroll sit que fa el francolí, present a l'escut de la vila almenys des de 1572. Altres estudiosos consideren que aquest apel·latiu és pel said (=senyor) Balasc d'Alagó, considerat fundador de Vilafranca; però és poc probable, ja que visqué 500 anys abans de l'aparició d'aquest afegit. La hipòtesi més acceptada actualment és que «del Cid» es va afegir erròniament al segle XVIII: quelcom pensà que, com Vilafranca es trobava al País Valencià, el Cid Campeador (cent anys més vell que Blasc d'Alagó) hi hagué d'estar en algun moment, sense parar-se a pensar que Vilafranca ni tan sols existia.

Escut de Blasc d'Alagó segons l'armorial Gelre (f. 63v).

D'entre els anys 1239 i 1303, quan Balasc d'Alagó n'era senyor titular, no s'ha trobat constància que Vilafranca utilitzés cap escut o segell propi. Sí se sap que a la carta de poblament de 7 de febrer de 1239 de Riu de les Truites (actualment, la Pobla del Bellestar), considerat document de fundació del poble, penjava el segell de cera del senyor d'Alagó.
En els anys en què Vilafranca va ser una aldea pertanyent a Morella, entre 1303 i 1691, podem trobar tres tipus d'escuts. En un primer període Vilafranca degué utilitzar les armes de Morella, així, en dues cartes de 1306 i 1413 enviades des de Vilafranca a Morella, hi apareix com a segell del Justícia les armes de Morella d'aleshores (sense el castell que té ara). Aquest segell fou descrit per Mateu i Llopis com «Rodó; 30 mm. de diàmetre; a l'orla, en lletra gòtica S. CVRIE VILLEFRANCHE; al camp, línia poligonal de quatre angles rectes i altres tants semicercles o mitjans compassos, com es deien, que imita els cassetons dels teginats mudèjars i al seu interior escut francés antic, amb las esmentades barres o pals, i quatre mores, una a cada arc». Així mateix, el desaparegut retaule de Sant Roc (1520), segons Milián, tenia en la polsera dreta l'àngel de la Guarda i dalt els «escuts de Morella, losange, camp d'or, barres roges, castell i cinc mores». S'entén que en parlar d'escuts, en plural, s'estava referint al de la corona d'Aragó i al propi de Morella, que al segle xvi ja havia incorporat el castell, i que es solien representar junts.
El segon tipus que trobem són els escuts de la l'entrada principal de l'església parroquial (1572). Un es troba en la clau de l'arc i l'altre més amunt rematant els elements decoratius. Els dos tenen una porta de muralla flanquejada per dues torres laterals amb pinacles i merlets i, damunt de la porta i entre els pinacles els quatre pals de la Corona d'Aragó. Es diferencien només en la forma i ornamentació. D'aquests escuts no és clar a qui representaven, però degué ser una institució molt important, per la seua ubicació. O be representaven al poder local, que era qui normalment es feia càrrec de la construcció de les esglésies, o bé representaven la corona pel fet d'incorporar els quatre pals.
El tercer tipus que trobem són els escuts de dins l'església (1572), contemporanis dels mencionats abans, i els escuts posteriors. Aquests incorporen ja tots els elements que conformen les armes parlants de la localitat, és a dir, la porta de muralla, les dues torres i el francolí. L'escut del desaparegut Portal de Sant Antoni (segle xviii), actualment al carrer major, és l'escut que es va utilitzar com a model per a l'elaboració de l'escut utilitzat per l'Ajuntament des de 1986 i també per a l'escut rehabilitat el 2008.

## Imatges

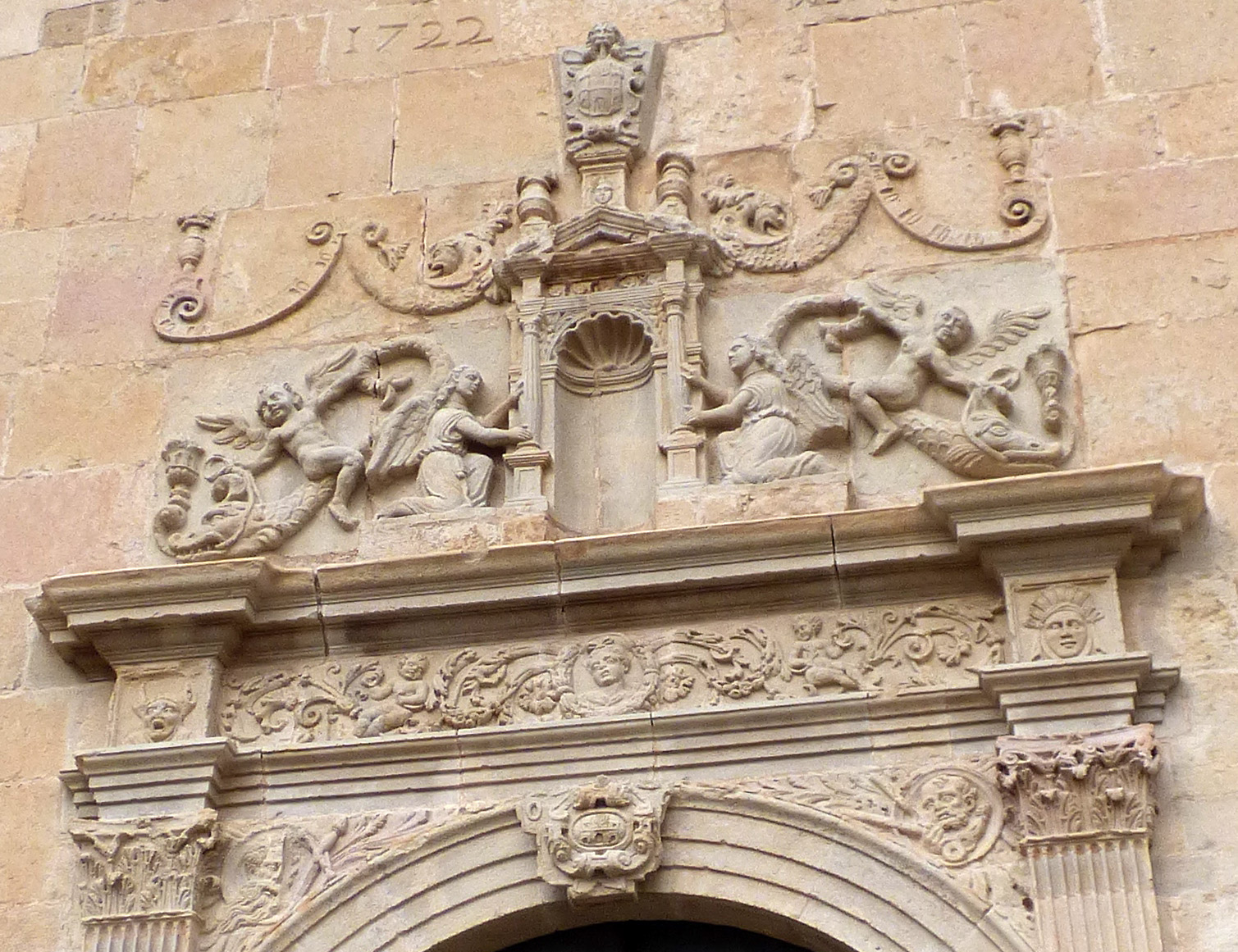
Portal de l'església parroquial de Vilafranca.
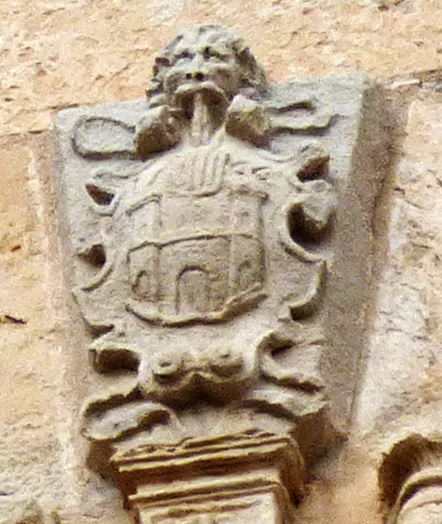
Escut superior al portal de l'església parroquial de Vilafranca.
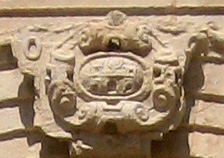
Escut inferior al portal de l'església parroquial de Vilafranca.
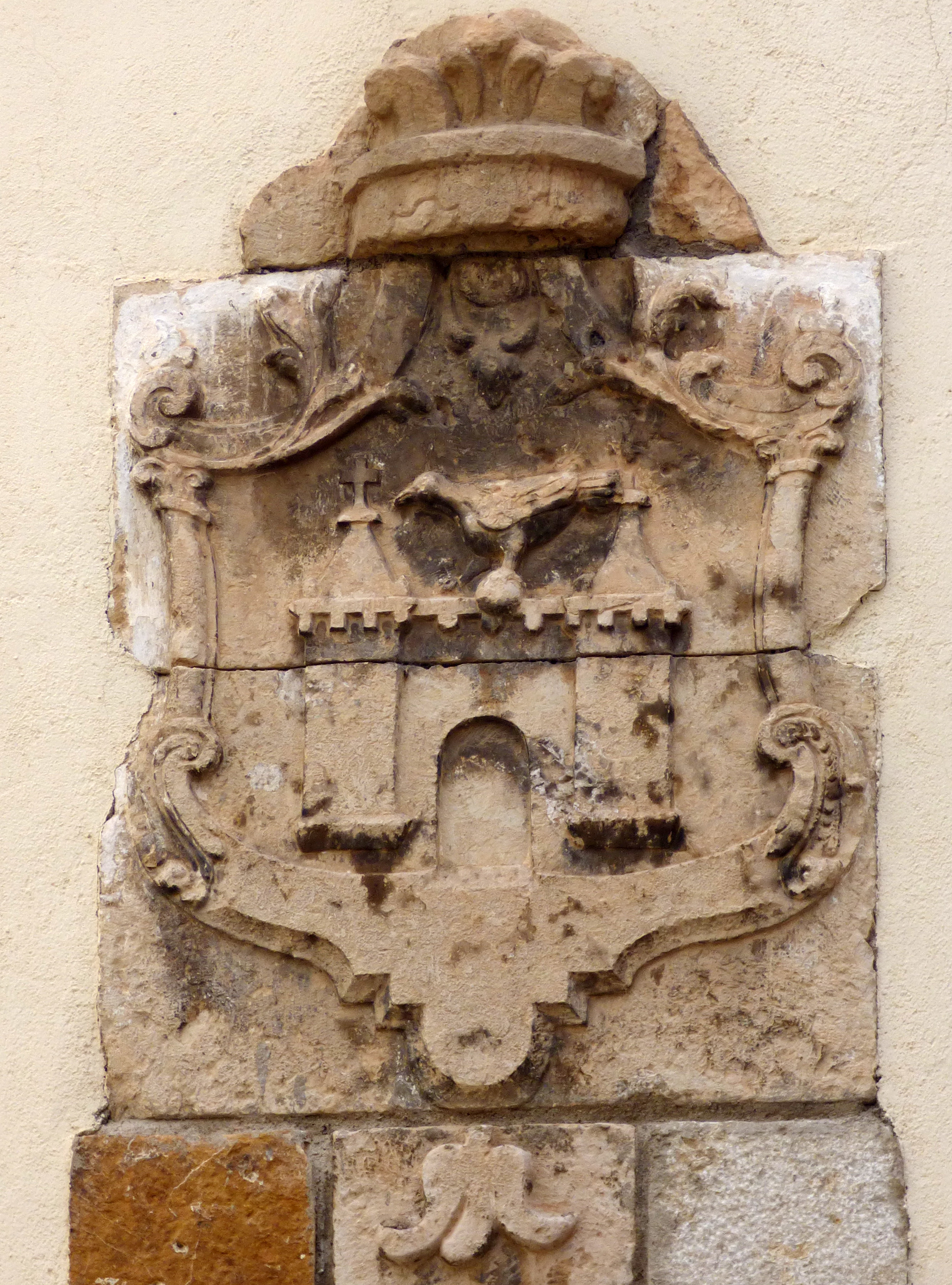
Escut de Vilafranca del desaparegut portal de Sant Antoni.
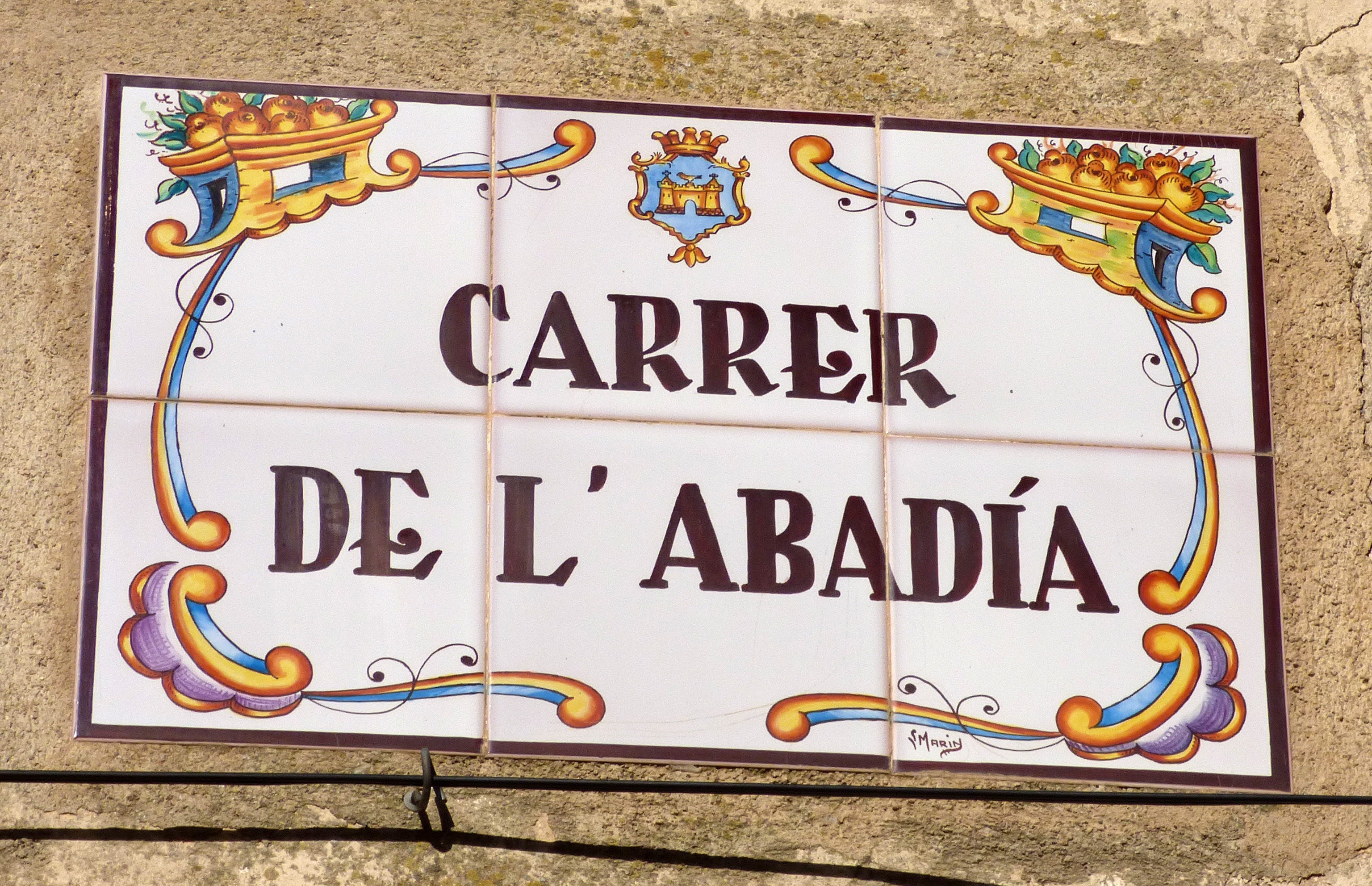
Placa de carrer.